# Тепла пора року
«Тепла пора року» (дослівний переклад — «Прекрасна пора року», фр. La Belle Saison) — франко-бельгійський драматичний фільм 2015 року, поставлений режисеркою Катрін Корсіні.
Прем'єра стрічки відбулася 6 серпня 2015 року на Міжнародному кінофестивалі в Локарно де вона отримала приз Variety Piazza Grande Award. Фільм отримав 2 номінації на здобуття кінопремії «Сезар» 2016 року.

## Сюжет
Початок 1970-х років. Дельфіна (Ізя Іжлен), донька лімузенських фермерів, живе з батьками та допомагає їм по господарству. Батьки хочуть, щоб донька вийшла заміж за Антуана, але вона віддає перевагу жінкам. Коли її подруга повідомляє, що виходить заміж, молода жінка вирішує поїхати до Парижа. Там вона зустрічає Кароль (Сесіль де Франс), сильну, незалежну жінку, яка працює вчителькою іспанської мови і бореться за жіночі права. Заінтригована Дельфіна приєднується до феміністського руху і шалено закохується в Кароль, яка перебуває у стосунках з Мануелем. Зрештою Кароль залишає його, щоб бути з Дельфіною і дівчата вирішують вирушити у спільну подорож.
Незабаром Дельфіна дізнається, що в її батька стався інсульт і їй доведеться повернутися додому, щоб допомогти матері по господарству. Але прибувши на батьківщину, дівчата стикаються з великими труднощами, оскільки мама Дельфіни (Ноемі Львовскі) категорично проти неприродного захоплення своєї доньки…

## У ролях
| Сесіль де Франс   | ···· | Кароль                 |
| Ізя Іжлен         | ···· | Дельфіна               |
| Ноемі Львовскі    | ···· | Монік, мати Дельфіни   |
| Жан-Анрі Компере  | ···· | Моріс, батько Дельфіни |
| Лулу Ганссен      | ···· | Франсуаза              |
| Кевін Азіз        | ···· | Антуан                 |
| Бенжамен Беллекур | ···· | Мануель                |
| Летиція Дош       | ···· | Аделіна                |
| Сара Суко         | ···· | Фаб'єн                 |
| Каліпсо Валуа     | ···· | Шарлотта               |
| Бруно Подалідес   | ···· | професор Шамбар        |

## Оригінальний саундтрек
| #     | Назва                   | Тривалість |
| ----- | ----------------------- | ---------- |
| 1.    | «La belle saison»       | 4:43       |
| 2.    | «Paris, printemps 1971» | 3:36       |
| 3.    | «L'alibi»               | 3:08       |
| 4.    | «Les adieux»            | 5:06       |
| 5.    | «La lettre de delphine» | 6:13       |
| 22:06 |                         |            |

## Визнання
| Нагороди та номінації фільму «Тепла пора року» | Нагороди та номінації фільму «Тепла пора року»       | Нагороди та номінації фільму «Тепла пора року» | Нагороди та номінації фільму «Тепла пора року» | Нагороди та номінації фільму «Тепла пора року» | Нагороди та номінації фільму «Тепла пора року» |
| Рік                                            | Кінофестиваль/кінопремія                             | Категорія/нагорода                             | Номінант                                       | Результат                                      |                                                |
| ---------------------------------------------- | ---------------------------------------------------- | ---------------------------------------------- | ---------------------------------------------- | ---------------------------------------------- | ---------------------------------------------- |
| 2015                                           | Міжнародний кінофестиваль у Локарно                  | Variety Piazza Grande Award                    | Variety Piazza Grande Award                    | Перемога                                       |                                                |
| 2016                                           | Премія «Люм'єр»                                      | Найкращий фільм                                | Тепла пора року                                | Номінація                                      |                                                |
| 2016                                           | Премія «Люм'єр»                                      | Найкращий режисер                              | Катрін Корсіні                                 | Номінація                                      |                                                |
| 2016                                           | Премія «Люм'єр»                                      | Найкраща акторка                               | Ізя Іжлен                                      | Номінація                                      |                                                |
| 2016                                           | Премія «Люм'єр»                                      | Найкращий сценарій                             | Катрін Корсіні, Лоретта Полмансс               | Номінація                                      |                                                |
| 2016                                           | Премія «Люм'єр»                                      | Найкраща музика                                | Грегуар Етзель                                 | Перемога                                       |                                                |
| 2016                                           | Премія «Сезар»                                       | Найкраща акторка                               | Сесіль де Франс                                | Номінація                                      |                                                |
| 2016                                           | Премія «Сезар»                                       | Найкраща акторка другого плану                 | Ноемі Львовскі                                 | Номінація                                      |                                                |
| 2016                                           | 46-й Київський міжнародний кінофестиваль «Молодість» | Сонячний зайчик                                | Тепла пора року                                | Відзнака журі                                  |                                                |
| 2016                                           | Туринський гей-лесбійський кінофестиваль             | Найкращий художній фільм                       | Тепла пора року                                | Перемога                                       |                                                |